# Cheyenne Goh
Cheyenne Goh (chiń. 吳琪雁; ur. 2 marca 1999) – singapurska zawodniczka short tracku.
Urodziła się w Singapurze, jednak w wieku 4 lat wyjechała wraz z rodzicami do Kanady. Niedługo później zaczęła jeździć na łyżwach. Do 2012 roku uprawiała hokej na lodzie. Od 2016 roku jest członkinią kadry narodowej, trenowanej przez Koreańczyka Chun Lee-kyunga. W 2017 roku jako pierwsza Singapurka wzięła udział w mistrzostwach świata w short tracku oraz zimowych igrzyskach azjatyckich. W tym samym roku zdobyła także trzy medale igrzysk Azji Południowo-Wschodniej: srebrny na 1000 m i w sztafecie 3000 m oraz brązowy na 500 m. W listopadzie 2017 wywalczyła kwalifikację na igrzyska olimpijskie w Pjongczangu, stając się pierwszym w historii reprezentantem Singapuru na zimowych igrzyskach olimpijskich. Na igrzyskach wystartowała w rywalizacji na 1500 m, jednakże odpadła w eliminacjach, zajmując 5. miejsce w swoim wyścigu z czasem 2:36,971.
W 2019 roku ponownie zdobyła trzy medale igrzysk Azji Południowo-Wschodniej: złoty na 500 i 1000 m oraz brązowy w sztafecie 3000 m.